# Municipio de Scott (condado de Fayette)
El municipio de Scott (en inglés: Scott Township) es un municipio ubicado en el condado de Fayette en el estado estadounidense de Iowa. En el año 2010 tenía una población de 254 habitantes y una densidad poblacional de 2,7 personas por km².

## Geografía
El municipio de Scott se encuentra ubicado en las coordenadas 42°40′47″N 91°46′32″O / 42.67972, -91.77556. Según la Oficina del Censo de los Estados Unidos, el municipio tiene una superficie total de 94 km², de la cual 93,98 km² corresponden a tierra firme y (0,02 %) 0,02 km² es agua.

## Demografía
Según el censo de 2010, había 254 personas residiendo en el municipio de Scott. La densidad de población era de 2,7 hab./km². De los 254 habitantes, el municipio de Scott estaba compuesto por el 100 % blancos. Del total de la población el 0 % eran hispanos o latinos de cualquier raza.